# Randy Meisner
Randy Meisner, född Randall Herman Meisner den 8 mars 1946 i Scottsbluff, Nebraska, död 26 juli 2023 i Los Angeles, var en amerikansk musiker, mest känd som basgitarrist och sångare i rockgruppen Eagles.
Meisner slog igenom som medlem i countryrockgruppen Poco. Han deltog på gruppens första album, Pickin' Up the Pieces från 1969, men slutade kort efter att det givits ut. Han spelade därefter med Rick Nelson och Linda Ronstadt innan han 1971 bildade Eagles tillsammans med Don Henley, Glenn Frey och Bernie Leadon.
I Eagles var Meisner främst basgitarrist men han sjöng också och spelade gitarr på några av gruppens album. Han skrev också en del av gruppens låtar, även om han inte var lika framgångsrik som Henley och Frey. Till låtar som han skrivit hör "Take the Devil", "Tryin'", "Take It to the Limit" (med Henley och Frey) och "Try and Love Again". Han hoppade av Eagles efter succéalbumet Hotel California 1976 och ersattes av Timothy B. Schmit, som tidigare även hade ersatt honom i Poco.
Därefter spelade han in några soloalbum, Randy Meisner 1978, One More Song 1980 och 1982 ytterligare ett med titeln Randy Meisner. 1989 återförenades han med Poco och spelade in albumet Legacy. Han återförenades också tillfälligt med Eagles för en spelning 1998 när de valdes in i Rock and Roll Hall of Fame.

## Diskografi
Soloalbum
- 1978 – Randy Meisner
- 1980 – One More Song
- 1982 – Randy Meisner
- 2001 – Meisner, Swan & Rich (med Billy Swan och Allan Rich)
- 2002 – Dallas (live)
- 2005 – Love Me or Leave Me Alone